# Capo Kormakitis
Capo Kormakitis (in greco Ακρωτήριο Κορμακίτη?, Akrotírio Kormakíti, in turco Koruçam Burnu), è un promontorio sulla costa nord-occidentale dell'isola di Cipro, situato nell'autoproclamata repubblica di Cipro del Nord. Il capo rappresenta il punto più settentrionale della Baia di Morfou. La città costiera più vicina a Capo Kormakitis è Kyrenia. 
Un sentiero escursionistico lungo 255 km,  il Beşparmak Trail, inizia a Capo Kormakitis e seguendo le catena montuosa di Kyrenia arriva fino a Capo dell'Apostolo Andrea, il punto più nord-orientale di Cipro, sulla punta della penisola di Karpaz.